# Ernst Schrumpf
Ernst August Max Schrumpf (né le 30 octobre 1863 à Kleinobringen, mort en juillet 1941 à Munich) est un acteur allemand.

## Biographie
Schrumpf est d'abord élève de l'école normale de Weimar, mais la quitte très tôt et se lance en 1882 dans une carrière d'acteur. À partir de Weimar, il est un acteur itinérant : Dessau, Stuttgart, Königsberg, Zurich, Mayence, Hambourg, Berlin, Prague et enfin Munich pendant douze ans, où il dirige le Volkstheater à partir de 1903. Au cours de ces décennies, Schrumpf joue presque toute la gamme des rôles.
Fin 1910, une assemblée accuse Ernst Schrumpf de harcèlement sexuel, deux victimes s'expriment. En septembre 1913, la Genossenschaft Deutscher Bühnen-Angehöriger (de) place Schrumpf dans sa liste d'avertissement lourd et se dit prête à collaborer avec la justice. Le débat public qui suit conduit l'autorité de police de Munich à forcer le directeur Schrumpf à intenter une action en justice contre les allégations graves, après quoi un procès avec plus de quatre-vingts témoins a lieu en juin 1914, qui incrimine Schrumpf de manière si crédible et sévère qu'il perd le procès qu'il avait intenté. Le tribunal conclut que le témoignage sous serment de tous les témoins sur l'inconduite morale de Schrumpf est prouvé. Le tribunal doit rechercher si les brutalités de Shrumpf envers ses membres pendant les répétitions et pendant les représentations sont avérées et indignes d'un institut d'art. Le tribunal conclut que c'est la vérité, cependant il lui donne une circonstance atténuante d'une nervosité pathologique. Après le procès perdu, Schrumpf démissionne ses fonctions de directeur de théâtre pour éviter son limogeage officiel. Il retire son appel contre le jugement, ce qui le rend définitif.
L'affaire extraordinaire, à laquelle Erich Mühsam consacre un long article dans sa revue Kain (de) en juin 1914, est dans l'oubli à cause de la Première Guerre mondiale, qui débute quelques semaines après la fin du procès. Schrumpf vise pourtant la direction du Schauspielhaus de Munich de Hermine Körner, alors que la Genossenschaft Deutscher Bühnen-Angehöriger met son veto.
Après la condamnation, la carrière de Schrumpf se limite à de petits rôles et à des activités de conférences indépendantes. Dès le début des années 1920, il se consacre entièrement au cinéma. Il y tient toutes sortes de petits rôles : parfois Schrumpf incarne un poète, un rédacteur en chef ou même le patriarche de Jérusalem. Aucun de ces films n'avait de signification particulière. Après 1924, Ernst Schrumpf apparaît à peine comme acteur de cinéma et doit se contenter de quelques tâches, parfois infimes, dans le cinéma sonore.
En 1888, Schrumpf épouse Hélène Kähler, dont il divorce en 1906. À partir de 1907, il est marié à Johanna Marianne, née Thon Freiin von Dittmer.

## Filmographie
- 1916 : Des Nächsten Weib
- 1921 : Villa Mephisto
- 1921 : Die Rattenmühle
- 1921 : Die sündige Vestalin
- 1922 : Nathan le Sage
- 1922 : Jägerblut
- 1922 : Im Schatten der Vergangenheit
- 1922 : Im Rausche der Milliarden
- 1922 : Der Mann aus Zelle 19
- 1923 : Um Recht und Liebe
- 1923 : Gehetzte Frauen
- 1924 : Die Galgenbraut
- 1924 : Die Schuld
- 1925 : Aus der Jugendzeit klingt ein Lied
- 1933 : Die weiße Majestät
- 1941 : Jenny und der Herr im Frack